# Аноксигенный фотосинтез
Аноксиге́нный фотоси́нтез (англ. anoxygenic «бескислородный») — вариант фотосинтеза (процесса образования органических веществ на свету), при котором, в отличие от оксигенного фотосинтеза, не происходит образования молекулярного кислорода. Для аноксигенного фотосинтеза требуется наличие во внешней среде восстановленных субстратов, например, сероводорода, серы, тиосульфата, органических соединений или молекулярного водорода. Пример суммарной реакции восстановления сероводорода до элементарной серы при аноксигенном фотосинтезе с образованием глюкозы:
{\displaystyle {\ce {6 CO2 + 12H2S ->[{hν}] C6H12O6 + 12 S + 6 H2O}}}.
Возможность осуществления аноксигенного фотосинтеза доказана К. ван Нилем, который в 1931 году установил, что его используют пурпурные бактерии и зелёные серобактерии.
Аноксигенный фотосинтез используется анаэробными фототрофными бактериями и археями: пурпурными, зелёными серобактериями, галобактериями, гелиобактериями. Фотосинтетическим пигментом у них является, в отличие от растений, не хлорофилл, а бактериохлорофилл (у галобактерий — бактериородопсин).
У зеленых бактерий фотосинтетический пигмент находится в хлоросомах и, частично, в клеточной мембране, у остальных — только в мембране и её производных.
Есть также работы по исследованию аноксигенного фотосинтеза у высших растений.